# Saint-Paër
Saint-Paër ist eine französische Gemeinde mit 1.318 Einwohnern (Stand: 1. Januar 2022) im Département Seine-Maritime in der Region Normandie. Die Gemeinde gehört zum Arrondissement Rouen und zum Kanton Barentin (bis 2015: Kanton Duclair).

## Geographie
Saint-Paër liegt etwa 17 Kilometer nordwestlich von Rouen. Der Fluss Austreberthe begrenzt die Gemeinde im Osten. Saint-Paër ist Teil des Regionalen Naturparks Boucles de la Seine Normande. Umgeben wird Saint-Paër von den Nachbargemeinden Blacqueville im Norden und Nordwesten, Bouville im Norden, Villers-Écalles im Osten, Saint-Pierre-de-Varengeville im Südosten, Duclair im Süden sowie Épinay-sur-Duclair im Westen.

## Einwohnerentwicklung
| Jahr                      | 1962 | 1968 | 1975 | 1982 | 1990 | 1999 | 2006 | 2013 |
| Einwohner                 | 876  | 873  | 932  | 1218 | 1265 | 1326 | 1201 | 1313 |
| Quelle: Cassini und INSEE |      |      |      |      |      |      |      |      |

## Sehenswürdigkeiten
- Kirche Saint-Paër

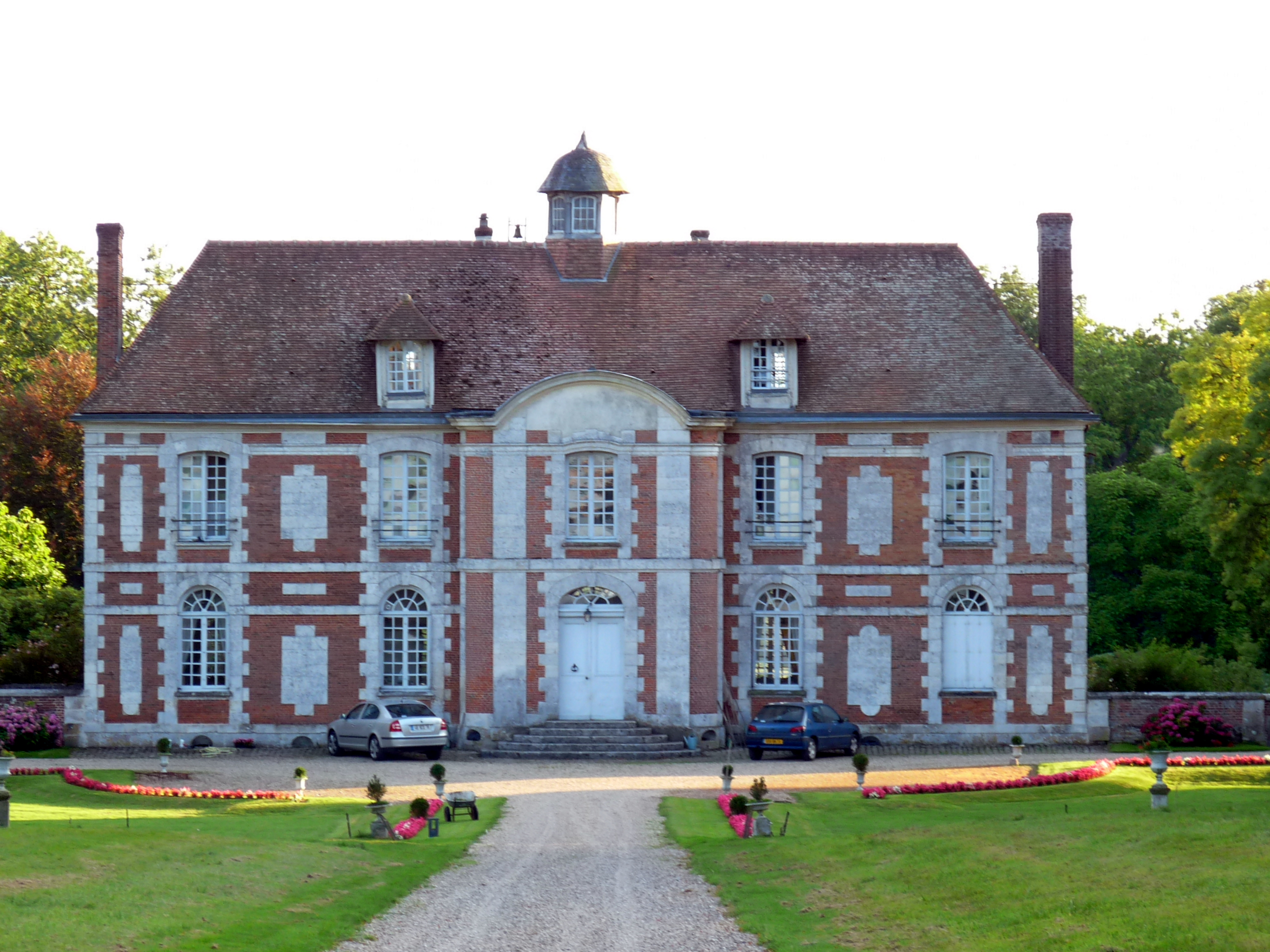
Schloss Launay

- Schloss Launay mit Park, Anfang des 18. Jahrhunderts erbaut, Monument historique seit 1932/1948
- Schloss Les Vieux
- Herrenhaus Le Mesnil-Vasse